# Muller Kianga
Pour les articles homonymes, voir Nelson.
Muller Kianga est un ancien footballeur congolais, devenu entraîneur.

## Biographie

### Carrière en club
Il est finaliste malheureux de la Coupe du Zaïre contre FC Lupopo Kananga, de la Coupe d’Afrique des Clubs champions contre JE Tizi-Ouzou, champion de la première édition du challenge Papa Kalala actuel Coupe du Congo devant FC Panda de Likasi et Zaïre Banque de Kisangani à Kinshasa.

### Carrière d'entreîneur
Muller Kianga est détenteur d'une licence A/CAF depuis Mars 2016. 
Dans sa carrière il entraîne l'AS Bantous de Mbuji-Mayi, il participe à la création de l'AS Vita Club de Mbuji-Mayi, TP Yanan de la 5e Région militaire de Mbuji-Mayi, FC Océan-Pacifique de Mbuji-Mayi, FC Makila de Kikwit, OC Renaissance de Kinshasa,, AC Kuya de Kinshasa et le TS Malekesa de Kisangani,.

#### TS Malekesa
Après 2 mois et une semaine passer à la tête du Club, il démissionne suite à des mauvais résultats accumulés en Ligue 2,,.